# Výrobna
Výrobna je obecné označení pro místo, kde se něco vyrábí neboli produkuje. Jedná se o místo,
kde se provádí cílená hromadná přeměna různých vstupních surovin na nějaký výrobek (výrobky) , 
který již není surovinou.
Ve výrobnách se pomocí lidské práce za pomocí nástrojů, strojů, přístrojů a dalších technických pomůcek
přeměňují suroviny na různé energie, látky a předměty praktické denní potřeby a spotřeby.

## Příklady
Může se tedy jednat např. o továrnu, řemeslnickou dílnu, elektrárnu, 
cukrovar, konzervárnu, teplárnu, pivovar, pekárnu, 
lihovar, cementárnu, cihelnu atd. apod. 
Praktickým příkladem budiž třeba tepelná elektrárna, kde se z fosilního paliva
za pomocí vzduchu a vody vyrábí ve větším měřítku elektrická energie nebo teplárna, kde se z týchž
surovin vyrábí tepelná energie resp teplo.
Výrobnami v tomto smyslu je tedy převážná většina všech běžných průmyslových podniků a závodů.

## Negativní vymezení
Výrobnou v tomto smyslu tedy není pouhá úpravna surovin. Příkladem budiž třeba vodárna, která vstupní surovinu,
jíž je zde voda, pouze upravuje obvykle tak že ji mechanicky filtruje, chemicky čistí a dezinfikuje apod.
Produktem vodárny je opět voda, tedy táž surovina jako byla na vstupu. Výrobnou také nejsou lomy, doly, 
pískovny a jiné těžební provozovny, kde se těží suroviny z volné přírody. Úpravnou surovin je také například  samostatná třídírna surovin, sušárna zemědělských produktů apod.